# (300002) 2006 US35
(300002) 2006 US35 es un asteroide perteneciente al cinturón de asteroides, descubierto el 16 de octubre de 2006 por el equipo del Spacewatch desde el Observatorio Nacional de Kitt Peak, Arizona, Estados Unidos.

## Designación y nombre
Designado provisionalmente como 2006 US35.

## Características orbitales
2006 US35 está situado a una distancia media del Sol de 2,964 ua, pudiendo alejarse hasta 3,106 ua y acercarse hasta 2,822 ua. Su excentricidad es 0,047 y la inclinación orbital 8,387 grados. Emplea 1864,54 días en completar una órbita alrededor del Sol.

## Características físicas
La magnitud absoluta de 2006 US35 es 16,1.